# Uładzimir Hiewarkian
Uładzimir Hiewarkian, biał. Уладзімір Геваркян, ros. Владимир Франгесович Геворкян, Władimir Frangiesowicz Gieworkian (ur. 14 października 1955 w Brześciu, Białoruska SRR) – białoruski piłkarz pochodzenia ormiańskiego, grający na pozycji pomocnika, trener piłkarski.

## Kariera piłkarska

### Kariera klubowa
Wcześnie stracił rodziców, razem z siostrą został rozrzucony w różne internaty, a później mieszkali samotnie w mieszkaniu rodziców. Po służbie wojskowej, po roku walki z ciężką rwą kulszową, dopiero po trzecim podejściu został studentem Wydziału Sportowego Instytutu Pedagogicznego w Brześciu.
W 1976 rozpoczął karierę piłkarską w drużynie PedInstytut Brześć. W 1981 przeszedł do Torpedo Żodino, w którym występował przez 8 sezonów i zakończył karierę w roku 1988. Potem jeszcze grał w amatorskim zespole Tekstylmasz Brześć.

## Kariera trenerska
Karierę szkoleniowca rozpoczął w 1988. Do 1989 pracował jako trener piłki nożnej w Młodzieżowej Szkole Specjalistycznej Rezerwy Olimpijskiej Dynama Brześć. Potem trenował PedInstytut Brześć. W 1990 został zaproszony do sztabu szkoleniowego Dynama Brześć. Najpierw pomagał trenować, a od 1992 do 1994 pracował w klubie na stanowisku dyrektora. Latem 1994 stał na czele klubu, a latem 1997 został zwolniony z zajmowanego stanowiska. Po 3 latach przerwy powrócił na stanowisko trenerskie beniaminka II ligi białoruskiej Wodokanał-Tranzit Brześć. Potem pomagał trenować Dynama Brześć, a w styczniu 2003 został mianowany na stanowisko głównego trenera Biełszyny Bobrujsk, którą kierował do maja 2004. Później wyjechał do Polski, gdzie pracował z juniorami Podlasia Biała Podlaska. W styczniu 2007 powrócił do Dynamy Brześć, który prowadził do kwietnia 2008. W czerwcu 2010 objął stanowisko głównego trenera Partyzana Mińsk, które zajmował do 26 listopada 2010. Potem ponownie pracował w Podlasiu Biała Podlaska na stanowiskach głównego trenera i asystenta. 18 lutego 2015 został głównym trenerem klubu Dniapro Mohylew. W 2019 powrócił do Podlasia Biała Podlaska, po roku pracy jego umowa z klubem nie została przedłużona. 6 kwietnia 2021 został trenerem Hetmana Zamość. 24 sierpnia 2021 odszedł z zamojskiego klubu.

## Sukcesy i odznaczenia

### Sukcesy piłkarskie
- mistrz Białoruskiej SRR: 1981
- wicemistrz Białoruskiej SRR: 1985
- brązowy medalista mistrzostw Białoruskiej SRR: 1982
- zdobywca Pucharu Białoruskiej SRR: 1981, 1982, 1983
- finalista Pucharu Białoruskiej SRR: 1984